# Ebrahim Raisi

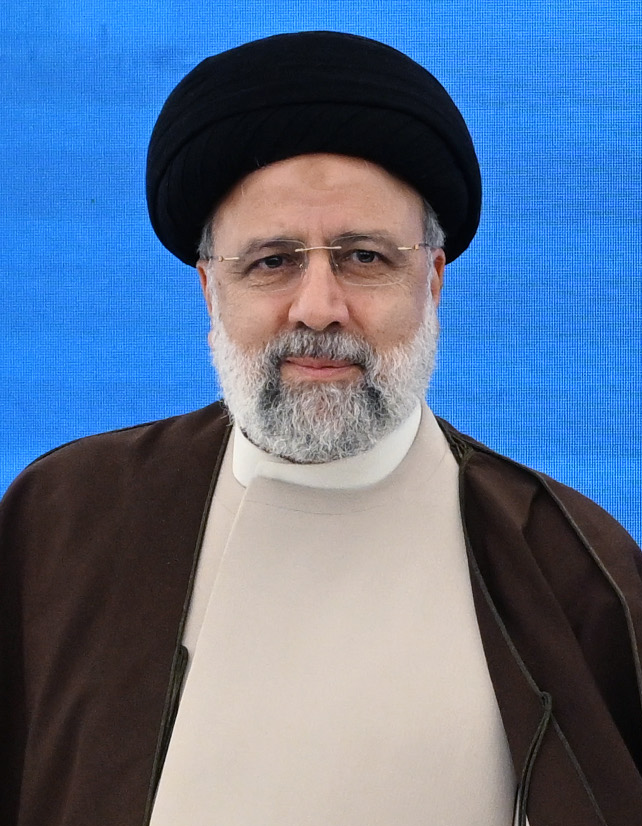
Ebrahim Raisi (2024)

Ebrahim Raisolsadati (persisch ابراهیم رئیس‌الساداتی, DMG Ebrāhīm-e Ra’īsol-Sādātī; geboren am 14. Dezember 1960 in Maschhad, Iran; gestorben am 19. Mai 2024 in Ūzī, Iran; im Volksmund und international bekannter als Ebrahim Raisi [ابراهیم رئیسی, DMG Ebrāhīm-e Ra’īsī, englisch auch Ebraheem Raeesi]) war ein iranischer Jurist und Politiker und von August 2021 bis zu seinem Tod bei einem Hubschrauberabsturz im Mai 2024 Präsident Irans. Raisi galt als ultrakonservativ und wurde aufgrund seiner Mitverantwortung für die Massenhinrichtungen politischer Gefangener im Jahr 1988 der Verbrechen gegen die Menschlichkeit bezichtigt.

## Privatleben
Ebrahim Raisi sah sich selbst als Nachfahre des Propheten Mohammed und entstammte einer Familie von strenggläubigen Klerikern persischer Volkszugehörigkeit. 
Ebrahim Raisi war mit Dschamileh Alamolhoda verheiratet, einer außerordentlichen Professorin an der Schahid-Beheschti-Universität, mit der er zwei Töchter hatte.

## Laufbahn

### Ausbildung
Raisi besuchte die Theologische Hochschule von Ghom und war ab 1975 an der Ajatollah-Borudscherdi-Schule unter anderem ein Schüler von Hossein Nuri Hamedani, Morteza Motahhari und Ali Meschkini. 
Raisi führte zunächst den Titel eines Ajatollah, was jedoch in der medialen Berichterstattung kritisiert wurde, da sein Wissen über die schiitische Religion nicht ausreiche, um diesem Titel gerecht zu werden. Seitdem bezeichnete sich Raisi als Hodschatoleslam, ein Kleriker-Rang mit geringerem Status und weniger Privilegien. Sein Studium des Privatrechts gilt ebenfalls als umstritten.

### Justiz

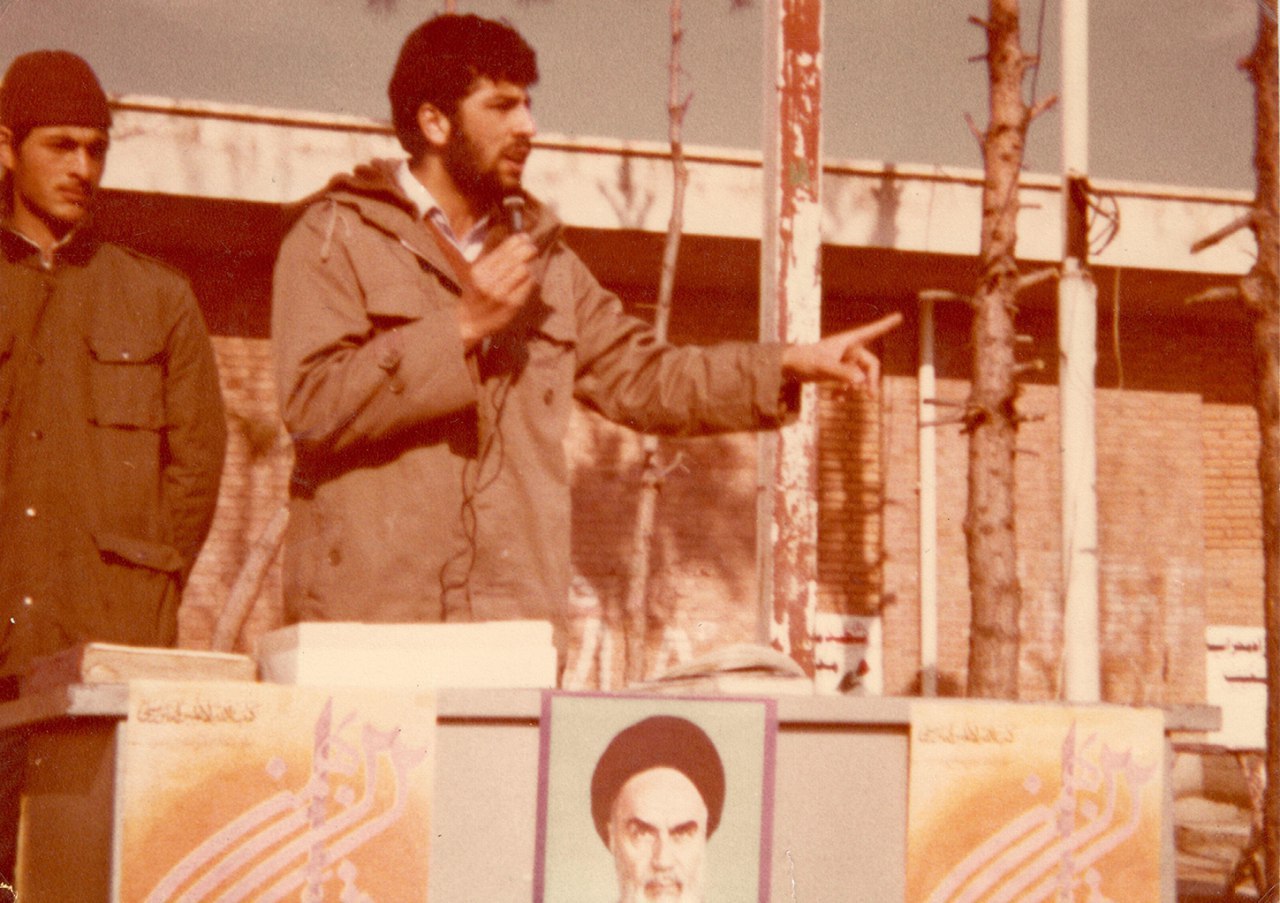
Ebrahim Raisi in der Zeit des Ersten Golfkriegs

Im Alter von 20 Jahren wurde Ebrahim Raisi 1981, zwei Jahre nach der Islamischen Revolution, Staatsanwalt in Karadsch. 1988 auch Vizestaatsanwalt von Teheran. Er galt als einer der Hauptverantwortlichen für die Massenhinrichtung politischer Gefangener 1988, die als Chomeini-Massaker bekannt wurde. Raisi war damit für viele Hunderte bis Tausende von Todesurteilen persönlich verantwortlich. Seinen politischen Gegnern galt er seitdem als der „Schlächter von Teheran“.
Von 1994 bis 2004 war er Vorsitzender des staatlichen Generalinspektionsbüros, danach bis 2014 erster stellvertretender Chefrichter Irans.
Nach der Niederschlagung der Proteste nach der iranischen Präsidentschaftswahl 2009 hatte Raisi die Aufgabe, Vorwürfe zu untersuchen, wonach Demonstranten in iranischen Gefängnissen vergewaltigt worden seien. Am Ende der Ermittlungen wurden ausschließlich gegen jene, die die Vorwürfe erhoben hatten, Gerichtsverfahren eröffnet.
Ab 2012 war er Ankläger am Sondergericht für die Geistlichkeit. 2014 war Raisi für zwei Jahre als Nachfolger von Gholamhossein Mohseni-Eschei der Generalstaatsanwalt Irans. Von 2009 bis 2019 war Raisi Verwaltungsschreiber im Expertenrat. Im Jahr 2019 wurde Raisi zudem als Nachfolger von Sadegh Laridschani offiziell der Chefrichter Irans sowie als Nachfolger von Mahmud Haschemi Schahrudi erster stellvertretender Sprecher des Expertenrates. Von 2012 bis 2016 war Raisi Aufsichtsratsvorsitzender des Rundfunks der Islamischen Republik Iran (IRIB) und von 2016 bis 2019 der Hüter der moslemischen Stiftung Astan-e Qods-e Razavi.

### Präsidentschaft

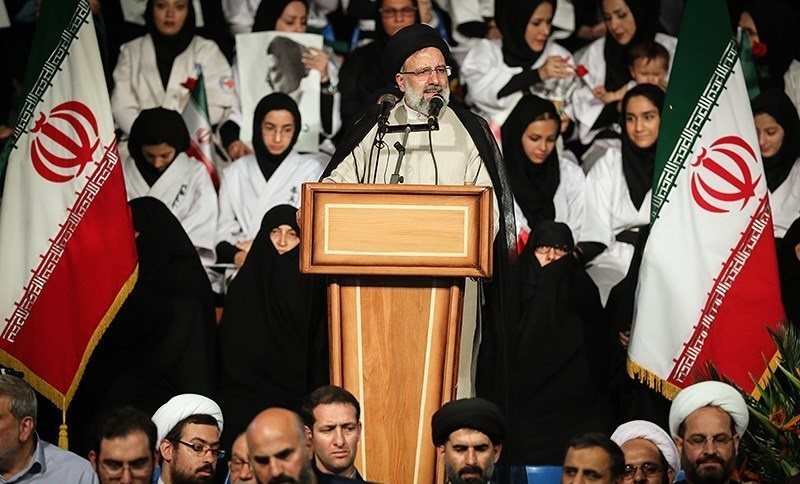
Kandidatur 2017: Ebrahim Raisi auf einer Wahlkampfveranstaltung in Teheran am 29. April 2017

2017 kandidierte Raisi erstmals für das Amt des iranischen Staatspräsidenten, unterlag aber Amtsinhaber Hassan Rohani. 2021 galt Raisi schon im Vorfeld der Präsidentschaftswahl als Favorit für die Nachfolge Rohanis, insbesondere da dieser gemäß Verfassung nicht erneut antreten durfte und auch alle anderen aussichtsreichen Kandidaten vorab von der Abstimmung ausgeschlossen worden waren.
Raisi gewann die Präsidentschaftswahl vom 18. Juni mit knapp 62 Prozent der Stimmen. Bei der Amtsübergabe am 3. August 2021 kritisierte Religionsführer Ali Chamenei, dass Raisi sein Kabinett noch nicht zusammengestellt hatte. Raisi äußerte seinerseits Kritik an den Leistungen des früheren Präsidenten Hassan Rohani.
Infolge des durch Gewalt der Sittenpolizei verursachten Todes von Mahsa Amini entwickelten sich landesweit in Iran im September 2022 Proteste gegen den Kopftuchzwang und gegen Raisis Regierung und gegen den Revolutionsführer (bzw. das theokratische Regime in Iran). Bei den Protesten wurden mehr als 200 Demonstranten durch staatliche Gewalt getötet. Raisi machte einerseits die USA für die Proteste verantwortlich und sagte andererseits, dass ein „Dialog“ notwendig sei, um „Zweifel“ innerhalb der Gesellschaft auszuräumen. Außerdem hatte er angekündigt, Gesetze zu überprüfen.
Bereits ab der Zeit nach seiner ersten Präsidentschaftskandidatur wurde Raisi als Favorit für die Nachfolge Ali Chameneis als Oberster Führer Irans gehandelt. Durch den Hubschrauberabsturz überlebte Chamenei Raisi jedoch.

### Tod durch Hubschrauberunfall

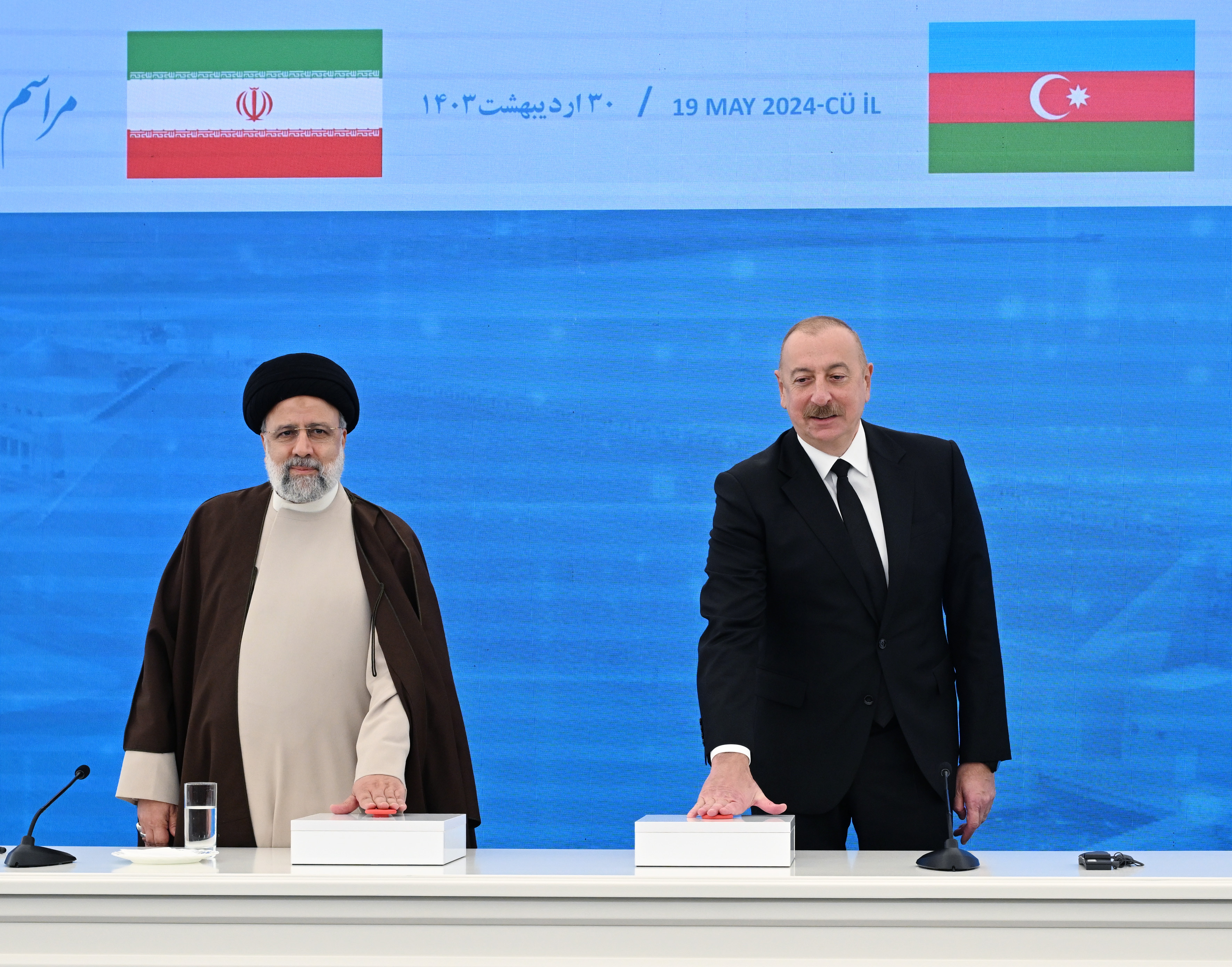
Raisi und Ilham Aliyev in Aserbaidschan am 19. Mai 2024, dem Tag des Hubschrauberabsturzes

Raisi kam am 19. Mai 2024 durch einen Hubschrauberabsturz zu Tode. Laut iranischen Staatsmedien stürzte der Hubschrauber mit acht Personen an Bord, darunter Raisi und Außenminister Hossein Amir-Abdollahian, in der Nähe der Grenze zu Aserbaidschan in dichtem Nebel ab. Der Präsident befand sich auf der Rückreise von einem Staatsbesuch in Aserbaidschan. Die Absturzstelle liegt in unzugänglichem Bergland. Die angrenzenden Staaten Aserbaidschan, Armenien, der Irak und die Türkei boten ihre Hilfe bei der Suche nach dem Hubschrauber an. Russland bot seine Unterstützung bei der Ursachensuche an, und die Vereinigten Arabischen Emirate erklärten ebenfalls ihre Bereitschaft zur Hilfe.
Am Morgen des 20. Mai 2024 MEZ gaben die iranischen Staatsmedien bekannt, dass Raisi zusammen mit sieben weiteren Personen bei dem Absturz ums Leben gekommen war.
Es wurde eine fünftägige Staatstrauer ausgerufen. Jedoch feierten zahlreiche Menschen in den Sozialen Medien in Iran und im Exil Raisis Tod.
Geschäftsführend übernahm der Vizepräsident Mohammed Mochber die Rolle des iranischen Staatspräsidenten. Im Juli 2024 wurde Massud Peseschkian zum Präsidenten gewählt.

## Politische Ansichten
Ebrahim Raisi befürwortete die Geschlechtertrennung und die Todesstrafe. Auch unterstützte er die Islamisierung der Universitäten sowie die Zensur im Internet und lehnte die westliche Kultur ab. Auf wirtschaftlichem Gebiet schwebte ihm eine Art Widerstandsökonomie gegen ausländische Sanktionen vor.
Er war Mitglied der klerikal-konservativen Vereinigung der kämpfenden Geistlichkeit und galt als Antizionist. Bis 1987 war er Mitglied der Islamisch-Republikanischen Partei.

## Kritik und Sanktionen
Raisi wurde von Sonderberichterstattern der Vereinten Nationen aufgrund seiner Mitverantwortung für die Massenhinrichtungen politischer Gefangener im Jahr 1988 der Verbrechen gegen die Menschlichkeit bezichtigt.
Raisi stand auf der Liste Specially Designated Nationals and Blocked Persons der Vereinigten Staaten. Nach seinem plötzlichen Tod wurde auf Antrag Russlands, der Volksrepublik China und Algeriens im UN-Sicherheitsrat eine Schweigeminute abgehalten. Er wurde in Maschhad neben dem in Imam-Reza-Schrein bestattet.